# Sant Joan del Laterà
L'Arxibasílica de Sant Joan del Laterà (en italià San Giovanni in Laterano) és la catedral de Roma, on es troba la seu episcopal del bisbe de Roma (el papa). Està dedicada al Crist Salvador, no obstant això és més coneguda amb el nom de Sant Joan del Laterà perquè tant Joan Evangelista com Joan Baptista van indicar el Salvador, i per la seva situació a la zona del Laterà. Tot i estar situada fora dels límits de la Ciutat del Vaticà, és una propietat extraterritorial de la Santa Seu.
El nom oficial és Archibasilica Sanctissimi Salvatoris et Sancti Iohannes Baptista et Evangelista in Laterano ('Arxibasílica del Santíssim Salvador i dels Sants Joan Baptista i Evangelista del Laterà'), i és la més antiga i la de rang més alt entre les quatre basíliques majors o papals de la ciutat de Roma, juntament amb Sant Pere del Vaticà, Sant Pau Extramurs i Santa Maria Major, totes les quals tenen una Porta Santa i un Altar Papal. Té el títol honorífic d'"Omnium urbis et orbis ecclesiarum mater et caput" ('Mare i cap de totes les esglésies de la ciutat de Roma i del món'), ja que és la seu episcopal del principal de tots els bisbes, el papa. 
Actualment, el papa celebra certes cerimònies litúrgiques en aquest lloc (per exemple, la missa del sopar del Dijous Sant i la de la festa del Corpus Christi; aquesta última té lloc a l'atri, a partir del qual parteix la processó eucarística).

## Història
L'arxibasílica neix al segle iii en terres dels laterans, una noble família romana caiguda en desgràcia en temps de Neró, les propietats de la qual van passar, per tant, al domini imperial. El palau va caure a les mans de Constantí I quan l'emperador es va casar amb la seva segona dona, Fausta, germana de Maxenci, i era conegut amb el nom de Domus Faustae. Per aquesta via, Constantí ja disposava d'aquesta residència quan va guanyar la batalla del Pont Milvi, l'any 312.
La tradició cristiana indica que els terrenys i la residència dels laterans van ser donats al bisbe de Roma (la data de la donació no és segura, però hauria de ser durant el pontificat del papa Melquíades), en senyal de gratitud de l'emperador a Crist, que l'havia fet vèncer en la batalla, ja que se li havia aparegut en somnis. Va ser consagrada pel papa Sant Silvestre I l'any 324 i completada la seva última etapa històrica de construcció l'any 1735.
El papa Lleó XIII hi fou enterrat el 1903.

## L'edifici i l'entorn

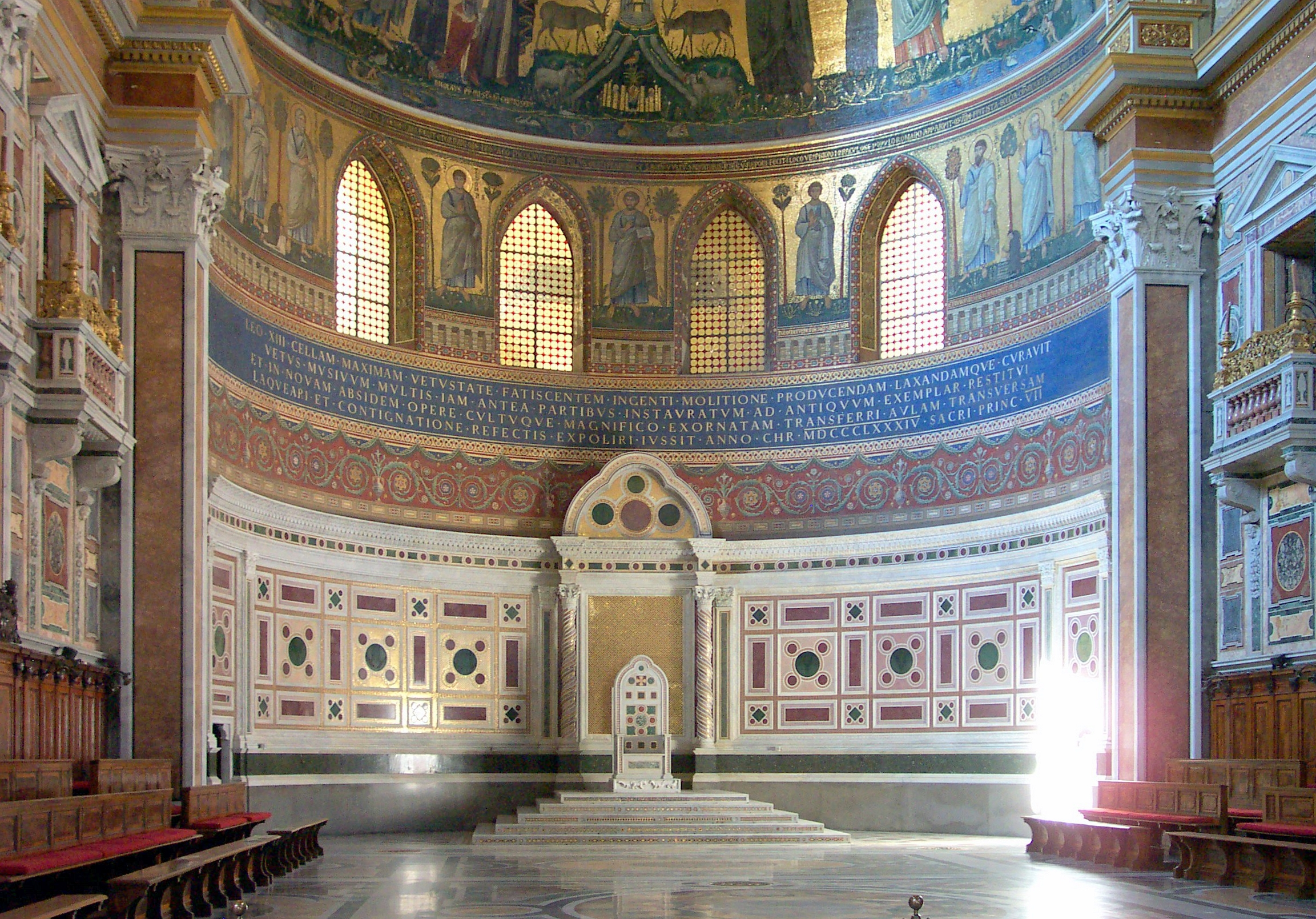
L'absis de la basílica, amb la càtedra papal

L'actual basílica és d'estil neoclàssic, ja que gairebé no es conserven parts de la basílica primitiva, excepte alguns mosaics de l'absis. A la part alta de la façana figuren estàtues de Crist, els dos Joans (l'Evangelista i el Baptista) i els apòstols. La façana ha estat deliberadament feta seguint l'estil de la de Sant Pere del Vaticà. A les columnes d'ambdós costats de la nau central s'aixequen estàtues dels dotze apòstols. Sota l'altar major hi ha enterrat el papa Martí V, ja que sota el seu pontificat es va obrir per primera vegada la Porta Santa en aquesta basílica. La taula d'aquest altar és una llosa que, segons la tradició, és la mateixa que usaven sant Pere i els primers papes a celebrar la missa. Sobre l'altar hi ha un baldaquí amb un reliquiari en el qual es conserven els caps de sant Pere i sant Pau. Al fons de l'absis hi ha la càtedra, el tron episcopal del bisbe de Roma (el papa), fet de marbre i mosaics.

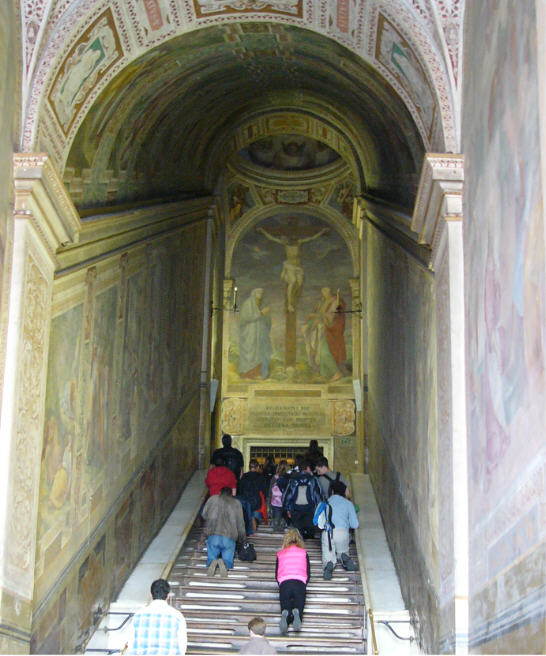
Escala Santa

El baptisteri d'aquesta basílica és un edifici independent de planta octagonal i té la forma típica dels baptisteris dels primers segles, quan el bateig es feia per immersió. Per tant, compta amb una piscina en la qual se submergia el neòfit, el qual sortia pel costat contrari.
Annex a l'arxibasílica hi ha un claustre amb jardins i arqueries, i un palau (el Palau del Laterà), propietat del papa. Antigament, tot aquest complex del Laterà va ser la seu del papa i del govern eclesiàstic, fins al temps en què la cort pontifícia es va traslladar a Avinyó, període conegut com la captivitat de Babilònia. En tornar els papes a Roma, es van establir al turó Vaticà, on actualment hi ha la Santa Seu, però les seves antigues pertinences dins de Roma van continuar pertanyent a la Ciutat del Vaticà, com tot el conjunt del Laterà.
També a prop d'aquesta basílica hi ha l'edifici que alberga l'Escala Santa, una escala els graons de la qual, portats de Terra Santa, són segons la tradició els mateixos que va pujar Crist al palau de Pilat. No es permet pujar-los de peu dret: els devots els pugen de genolls.

## Arxiprestes de la Basílica de Sant Joan del Laterà
- Cardenal Bernardo, C.R.S. Frediano di Lucca (1152 - desembre 1158 anomenat cardenal-bisbe de Porto-Santa Rufina)
- Cardenal Gerardo Bianchi (circa 1299 - 1r març 1302 mort)
- Cardenal Pietro Valeriano Duraguerra (1302 - 17 desembre 1302 mort)
- Cardenal Pietro Colonna (1306 - 1326 mort)
- Cardenal Bertrand de Montfavès (1326 - 1r desembre 1342 mort)
- Cardenal Giovanni Colonna (1342 - 3 juliol 1348 mort)
- Cardenal Pierre Roger de Beaufort (1348 - 30 desembre 1370 escollit papa)
- Cardenal Anglico de Grimoard, C.R.S.A. (1370 - 13 abril 1388 mort)
- Cardenal Pietro Tomacelli (1388 - 2 novembre 1389 escollit papa)
- Cardenal Francesco Carbone, O. Cist. (1389 - 18 juny 1405 mort)
- Cardenal Antonio Caetani (juliol 1405 - 11 gener 1412 mort)
- Cardenal Oddone Colonna (1412 - 11 novembre 1417 escollit papa)
- Pseudocardenal Alamanno Adimari (1418 - 17 setembre 1422 mort)
- Pseudocardenal Guillaume Fillastre (1422 - 6 novembre 1428 mort)
- Cardenal Alfonso Carrillo de Albornoz (1428 - 14 març 1434 mort)
- Pseudocardenal Lucido Conti (1434 - 9 setembre 1437 mort)
- Cardenal Angelotto Fosco (1437 - 12 setembre 1444 mort)
- Cardenal Antão Martins de Chaves (1444 - 6 juliol 1447 mort)
- Cardenal Domenico Capranica (1447 - 14 agost 1458 mort)
- Cardenal Prospero Colonna (1458 - 24 març 1463 mort)
- Cardenal Latino Orsini (1463 - 11 agost 1477 mort)
- Cardenal Giuliano della Rovere, O.F.M. (agost 1477 - 1r novembre 1503 escollit papa)
- Cardenal Giovanni Colonna (novembre 1503 - 26 setembre 1508 mort)
- Cardenal Alessandro Farnese (octubre 1508 - 13 octubre 1534 escollit papa)
- Cardenal Giovanni Domenico De Cupis (1535 - 10 desembre 1553 mort)
- Cardenal Ranuccio Farnese, O.S.Io.Hier. (1553 - 29 octubre 1565 mort)
- Cardenal Mark Sittich von Hohenems (1561 - 15 febrer 1595 mort)
- Cardenal Ascanio Colonna (1595 - 17 maig 1608 mort)
- Cardenal Scipione Caffarelli-Borghese (maig 1608 - 2 octubre 1623 anomenat arxipreste de la Basílica de Sant Pere)
- Cardenal Giambattista Leni (1623 - 3 novembre 1627 mort)
- Cardenal Francesco Barberini (1627 - 1628 anomenat arxipreste de la Basílica de Sant Pere)
- Cardenal Girolamo Colonna (1628 - 4 setembre 1666 mort)
- Cardenal Flavio Chigi (1666 - 13 setembre 1693 mort)
- Cardenal Paluzzo Paluzzi Altieri degli Albertoni (1693 - 29 juny 1698 mort)
- Cardenal Fabrizio Spada (1698 - 1699 retirat)
- Cardenal Benedetto Pamphilj, O.S.Io. Hier. (20 abril 1699 - 22 març 1730 mort)
- Cardenal Pietro Ottoboni (1730 - 29 febrer 1740 mort)
- Cardenal Neri Maria Corsini (1740 - 6 desembre 1770 mort)
- Cardenal Mario Compagnoni Marefoschi (1771 - 23 desembre 1780 mort)
- Cardenal Carlo Rezzonico (1780 - 1781 dimitit)
- Cardenal Francesco Saverio de Zelada (1781 - 19 desembre 1801 mort)
- Cardenal Leonardo Antonelli (1801 - 23 gener 1811 mort)
- Cardenal Giulio Maria della Somaglia (1811 - 2 abril 1830 mort)
- Cardenal Bartolomeo Pacca (5 juliol 1830 - 19 abril 1844)
- Cardenal Benedetto Colonna Barberini di Sciarra (28 abril 1844 - 10 abril 1863 mort)
- Cardenal Lodovico Altieri (8 març 1863 - 11 agost 1867 mort)
- Cardenal Costantino Patrizi Naro (21 setembre 1867 - 17 desembre 1876 mort)
- Cardenal Flavio Chigi (24 desembre 1876 - 15 febrer 1885 mort)
- Cardenal Raffaele Monaco La Valletta (4 març 1885 - 14 juliol 1896 mort)
- Cardenal Francesco Satolli (16 desembre 1896 - 8 gener 1910 mort)
- Cardenal Pietro Respighi (10 gener 1910 - 22 març 1913 mort)
- Cardenal Domenico Ferrata (7 abril 1913 - 10 octubre 1914 mort)
- Cardenal Basilio Pompilj (28 octubre 1914 - 5 maig 1931 mort)
- Cardenal Francesco Marchetti Selvaggiani (26 agost 1931 - 13 gener 1951 mort)
- Cardenal Benedetto Aloisi Masella (27 octubre 1954 - 30 setembre 1970 mort)
- Cardenal Angelo Dell'Acqua, O.SS.C.A. (7 novembre 1970 - 27 agost 1972 mort)
- Cardenal Ugo Poletti (26 març 1973 - 17 gener 1991 anomenat arxipreste de la Basílica de Santa Maria Major)
  - Cardenal Camillo Ruini (17 gener 1991 - 1r juliol 1991 anomenat arxipreste) (pro-arxipreste)
- Cardenal Camillo Ruini (1r juliol 1991 - 27 juny 2008 retirat)
- Cardenal Agostino Vallini (27 juny 2008 - 26 maig 2017 retirat)
- Cardenal Angelo De Donatis, dal 26 maig 2017